# Šútovce
Šútovce (allemand : Schutotz, hongrois : Sújtó) est un village de Slovaquie situé dans la région de Trenčín.

## Histoire
La première mention écrite du village date de 1315.

## Démographie

### Évolution de la population
| Année:               | 1994. | 2004.   | 2014.   | 2024.   |
| -------------------- | ----- | ------- | ------- | ------- |
| Nombre de personnes: | 378   | 408     | 432     | 459     |
| Différence:          |       | +7,93 % | +5,88 % | +6,25 % |

| Année:               | 2023. | 2024.   |
| -------------------- | ----- | ------- |
| Nombre de personnes: | 456   | 459     |
| Différence:          |       | +0,65 % |